# Miami Dolphins 1989
La stagione 1989 dei Miami Dolphins è stata la numero 24 della franchigia, la ventesima nella National Football League. La squadra fallì l'accesso ai playoff per il quarto anno consecutivo, la striscia negativa più lunga dell'era di Don Shula.
Poco dopo la fine della stagione, il fondatore dei Miami Dolphins Joe Robbie morì il 7 gennaio 1990 all'età di 73 anni.

## Calendario

### Stagione regolare
| Turno | Data       | Avversario              | Risultato | Pubblico |
| ----- | ---------- | ----------------------- | --------- | -------- |
| 1     | 10/9/1989  | Buffalo Bills           | S 27–24   | 54.541   |
| 2     | 17/9/1989  | at New England Patriots | V 24–10   | 57.043   |
| 3     | 24/9/1989  | New York Jets           | S 40–33   | 65.908   |
| 4     | 1/10/1989  | @ Houston Oilers        | S 39–7    | 53.326   |
| 5     | 8/10/1989  | Cleveland Browns        | V 13–10   | 58.444   |
| 6     | 15/10/1989 | @ Cincinnati Bengals    | V 20–13   | 58.184   |
| 7     | 22/10/1989 | Green Bay Packers       | V 23–20   | 56.624   |
| 8     | 29/10/1989 | @ Buffalo Bills         | S 31–17   | 80.208   |
| 9     | 5/11/1989  | Indianapolis Colts      | V 19–13   | 52.680   |
| 10    | 12/11/1989 | @ New York Jets         | V 31–23   | 65.923   |
| 11    | 19/11/1989 | @ Dallas Cowboys        | V 17–14   | 56.044   |
| 12    | 26/11/1989 | Pittsburgh Steelers     | S 34–14   | 59.936   |
| 13    | 3/12/1989  | @ Kansas City Chiefs    | S 26–21   | 54.610   |
| 14    | 10/12/1989 | New England Patriots    | V 31–10   | 55.918   |
| 15    | 17/12/1989 | @ Indianapolis Colts    | S 42–13   | 55.665   |
| 16    | 24/12/1989 | Kansas City Chiefs      | S 27–24   | 43.612   |

## Classifiche
| AFC East             | AFC East | AFC East | AFC East | AFC East | AFC East | AFC East | AFC East | AFC East | AFC East |
|                      | V        | S        | P        | %        | DIV      | CONF     | PF       | PS       | Str.     |
| -------------------- | -------- | -------- | -------- | -------- | -------- | -------- | -------- | -------- | -------- |
| Buffalo Bills(3)     | 9        | 7        | 0        | .563     | 6–2      | 8–4      | 409      | 317      | V1       |
| Indianapolis Colts   | 8        | 8        | 0        | .500     | 4–4      | 7–5      | 298      | 301      | S1       |
| Miami Dolphins       | 8        | 8        | 0        | .500     | 4–4      | 6–8      | 331      | 379      | S2       |
| New England Patriots | 5        | 11       | 0        | .313     | 4–4      | 5–7      | 297      | 391      | S3       |
| New York Jets        | 4        | 12       | 0        | .250     | 2–6      | 3–9      | 253      | 411      | S3       |